# Lambaklettur
Lambaklettur är ett berg på ön Suðuroy i Färöarna. Det ligger i sýslan Suðuroyar sýsla, i den södra delen av landet, 70 km söder om huvudstaden Tórshavn. Lambaklettur ligger 235 meter över havet. Närmaste större samhälle är Vágur, 10 km nordväst om Lambaklettur. 